# Ships are Sailing
«Ships are Sailing» —en castellano: «Barcos están zarpando»— es una canción interpretada por la banda alemana de heavy metal Axxis  y fue compuesta por el guitarrista Walter Pietsch.  Apareció originalmente en el álbum Axxis II, lanzado en 1990 por EMI Music.

## Descripción
Este tema fue publicado como el cuarto y último sencillo del álbum Axxis II en 1990 por EMI Music en formato de doce pulgadas.  Fue producido por Bernhard Weiss, Walter Pietsch y Rolf Hanekamp. En la cara B del vinilo, al ser de doce pulgadas, se incluyeron dos melodías: «The World is Looking in Their Eyes» —la cual fue lanzada anteriormente como sencillo promocional— y «Rolling Like Thunder», escritas también por Pietsch.

## Listado de canciones
Todos los temas fueron escritos por Walter Pietsch.

| Cara A |                     |          |  |
| N.º    | Título              | Duración |  |
| 1.     | «Ships are Sailing» | 3:52     |  |

| Cara B |                                      |          |  |
| N.º    | Título                               | Duración |  |
| 2.     | «The World is Looking in Their Eyes» | 4:07     |  |
| 3.     | «Rolling Like Thunder»               | 4:06     |  |
| 12:05  |                                      |          |  |

## Créditos
- Bernhard Weiss — voz
- Harry Oellers — teclados
- Walter Pietsch — guitarra
- Werner Kleinhans — bajo
- Richard Michalski — batería